# راش (فیلم ۲۰۱۲)
«راش» (انگلیسی: Rush) یک فیلم است که در سال ۲۰۱۲ منتشر شد. از بازیگران آن می‌توان به عمران هاشمی اشاره کرد.